# Prêmio Guarani de Melhor Ator
O Prêmio Guarani de Melhor Ator é um dos prêmios oferecidos pelo Prêmio Guarani do Cinema Brasileiro, concedido pela Academia Guarani de Cinema e entregue em honra aos atores que se destacam no papel principal de obras cinematográficas de determinado ano. Esta categoria está presente no Guarani desde a primeira cerimônia, ocasião em que Marco Nanini venceu por sua interpretação Carlota Joaquina, Princesa do Brazil. A comissão de indicação é composta por mais de quarenta profissionais da crítica cinematográfica, que convidam mais críticos para a fase de seleção dos ganhadores.
Nos primeiros dois anos, apenas três atores eram indicados nesta categoria. Nos dois anos seguintes, essa quantidade aumentou para quatro atores indicados. A partir de 2000, a categoria passou a contemplar cinco atores por ano.
Desde sua criação, 19 atores já foram premiados com o Guarani de Melhor Ator. Irandhir Santos e Wagner Moura são os maiores vencedores desta categoria com três vitórias cada. Daniel de Oliveira, Irandhir Santos, João Miguel, Lázaro Ramos e Marco Nanini já venceram duas vezes esta categoria. Selton Mello e Wagner Moura são recordistas de indicação, com sete cada. Lázaro Ramos é o ator mais jovem da história a receber o prêmio, com apenas 25 anos de idade, por Madame Satã em 2003, já Marco Nanini é o ator mais velho a receber o premio, aos 72 anos, por seu filme Greta em 2020. Em 2021, pela primeira vez na história da premiação, ocorreu um empate de categoria quando Irandhir Santos e Jorge Bolani venceram o prêmio de melhor ator por Fim de Festa e Aos Olhos de Ernesto, respectivamente.

## Indicados e vencedores
O ano indicado refere-se ao ano em que ocorreu a cerimônia de premiação, na maioria das vezes relativo ao catálogo de filmes produzidos no ano anterior. Os vencedores aparecem no topo da lista e destacados em negrito, de acordo com o site Papo de Cinema:

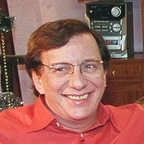
Marco Nanini foi o primeiro vencedor, pela atuação em Carlota Joaquina, Princesa do Brazil em 1996. Ele também venceu por Greta (2020).

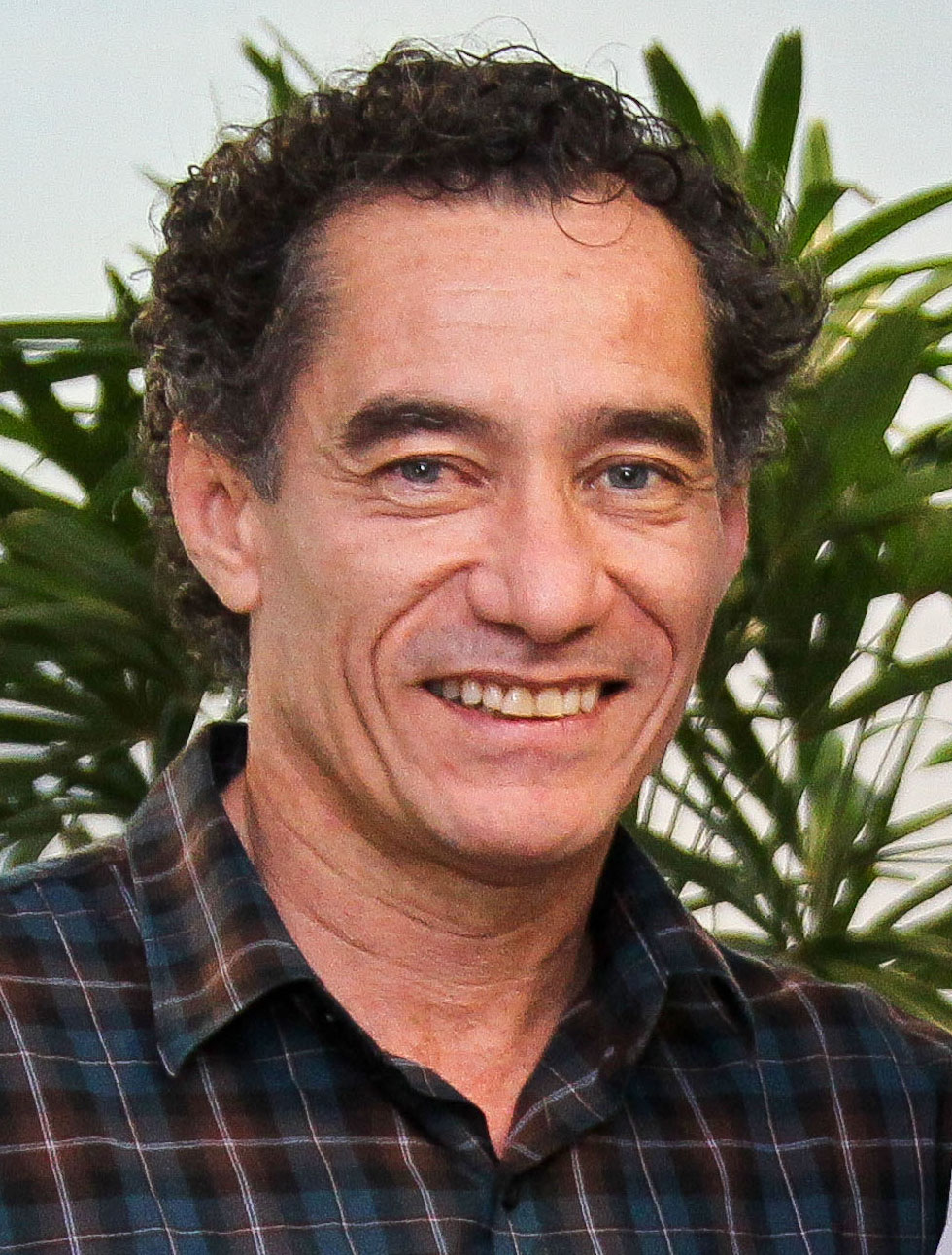
Chico Diaz venceu pela sua interpretação em Corisco e Dadá. (1997)

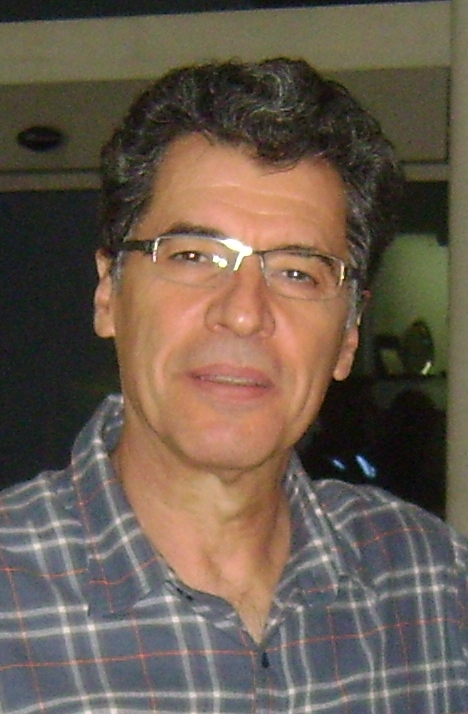
Paulo Betti venceu pelo desempenho em Guerra de Canudos (1998).

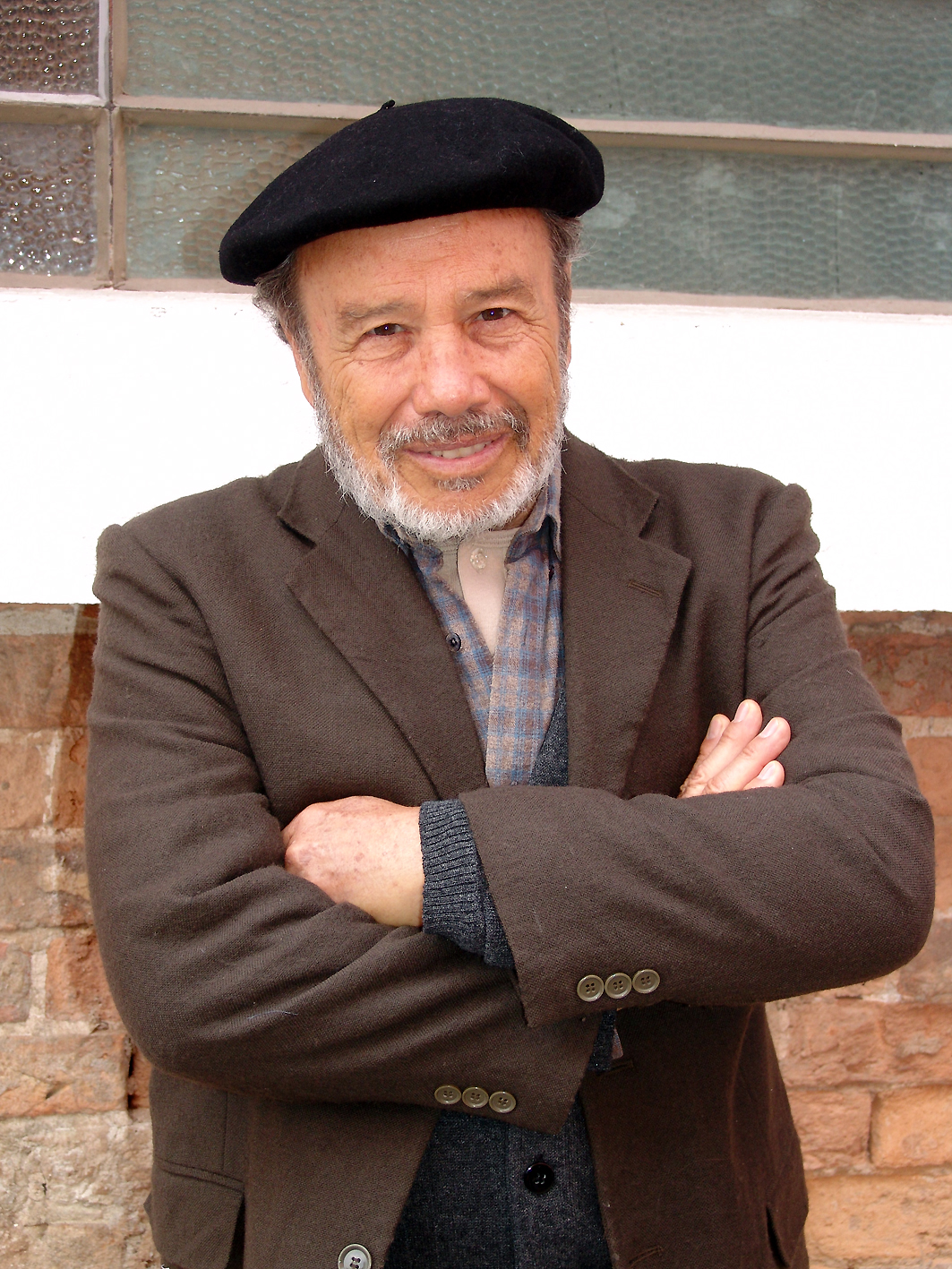
Stênio Garcia conquistou o prêmio por Eu, Tu, Eles (2001).

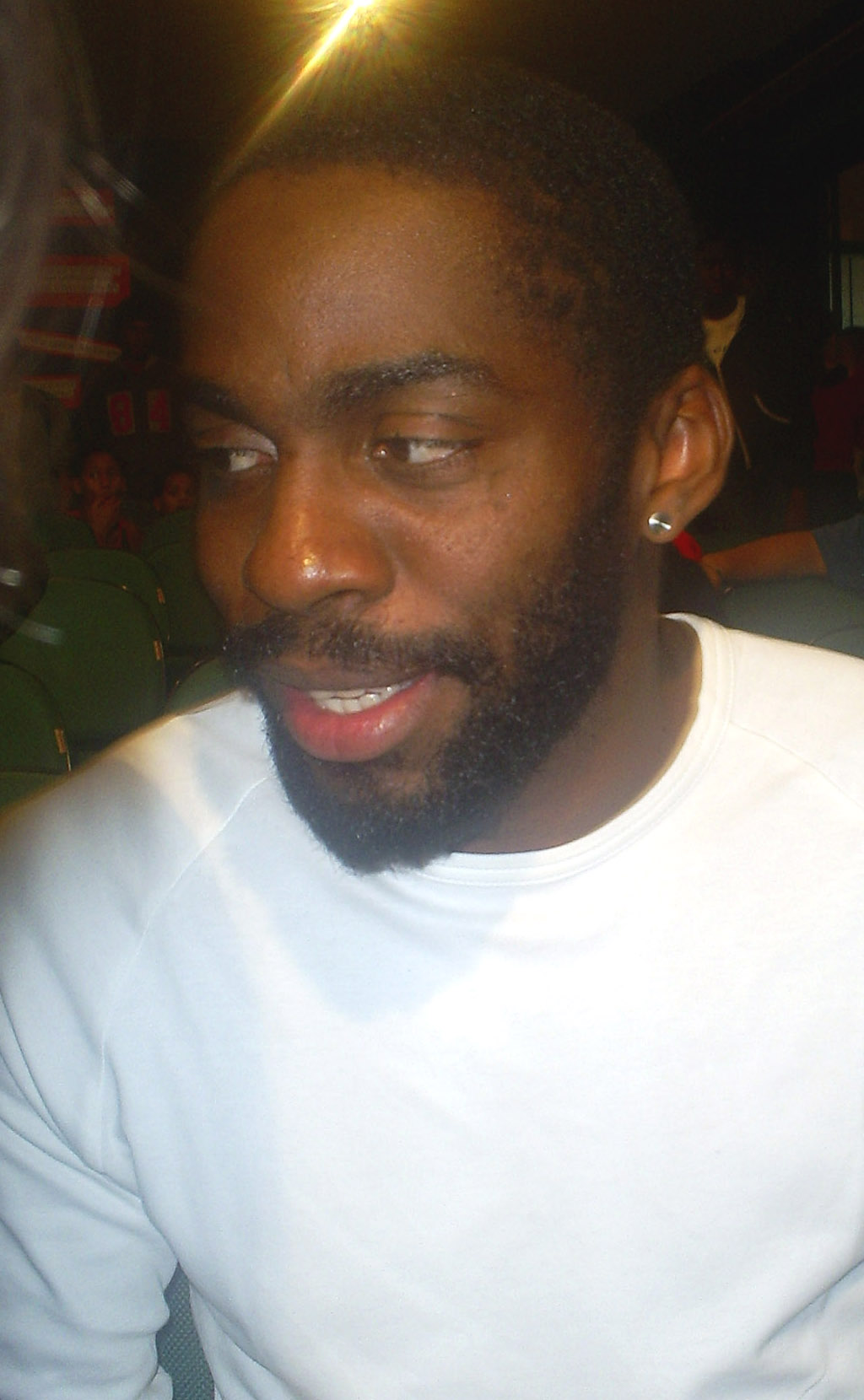
Lázaro Ramos conquistou duas vitórias: Madame Satã (2003) e O Homem que Copiava (2004).

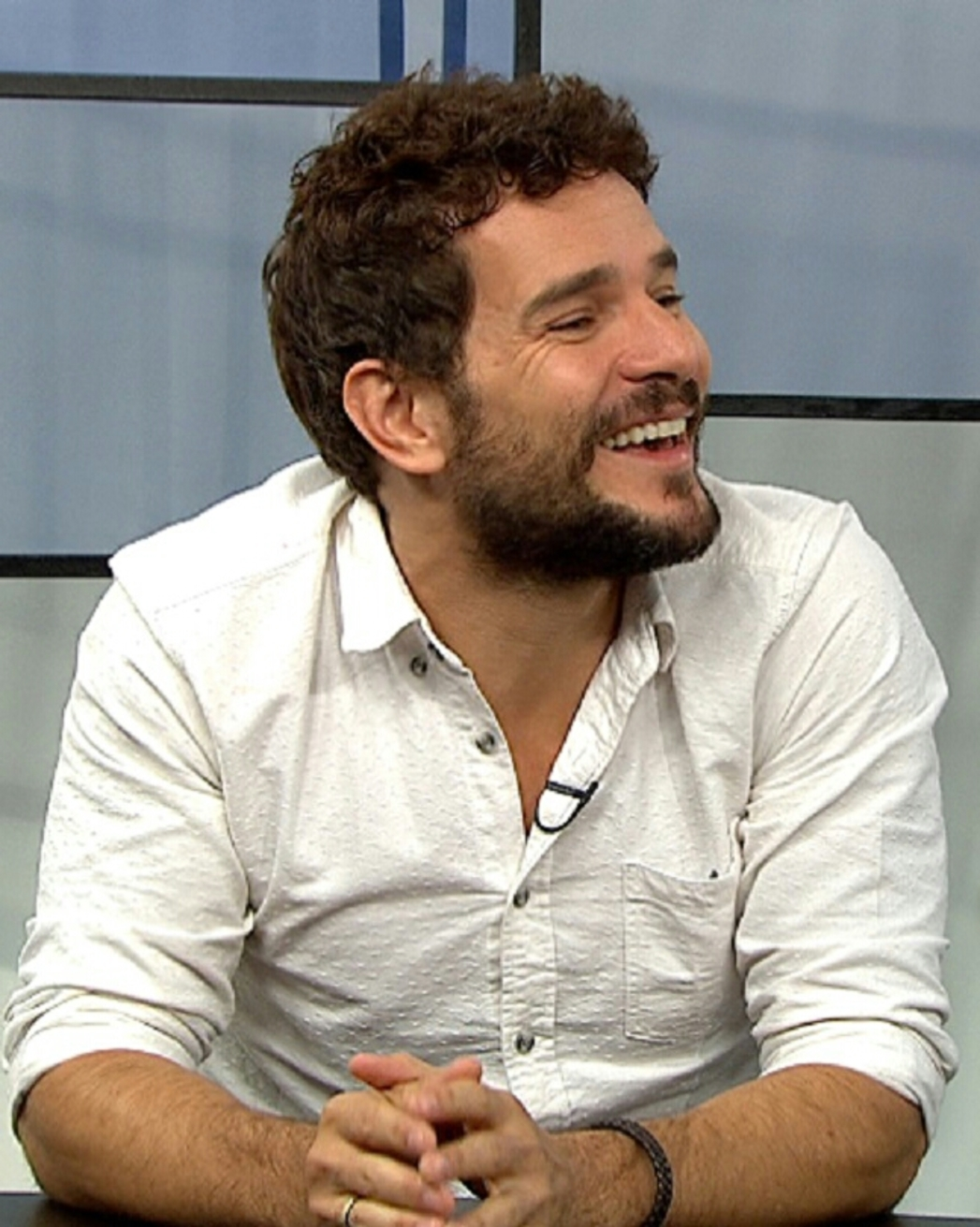
Daniel de Oliveira venceu duas de suas seis indicações, por Cazuza (2005) e A Festa da Menina Morta (2010).

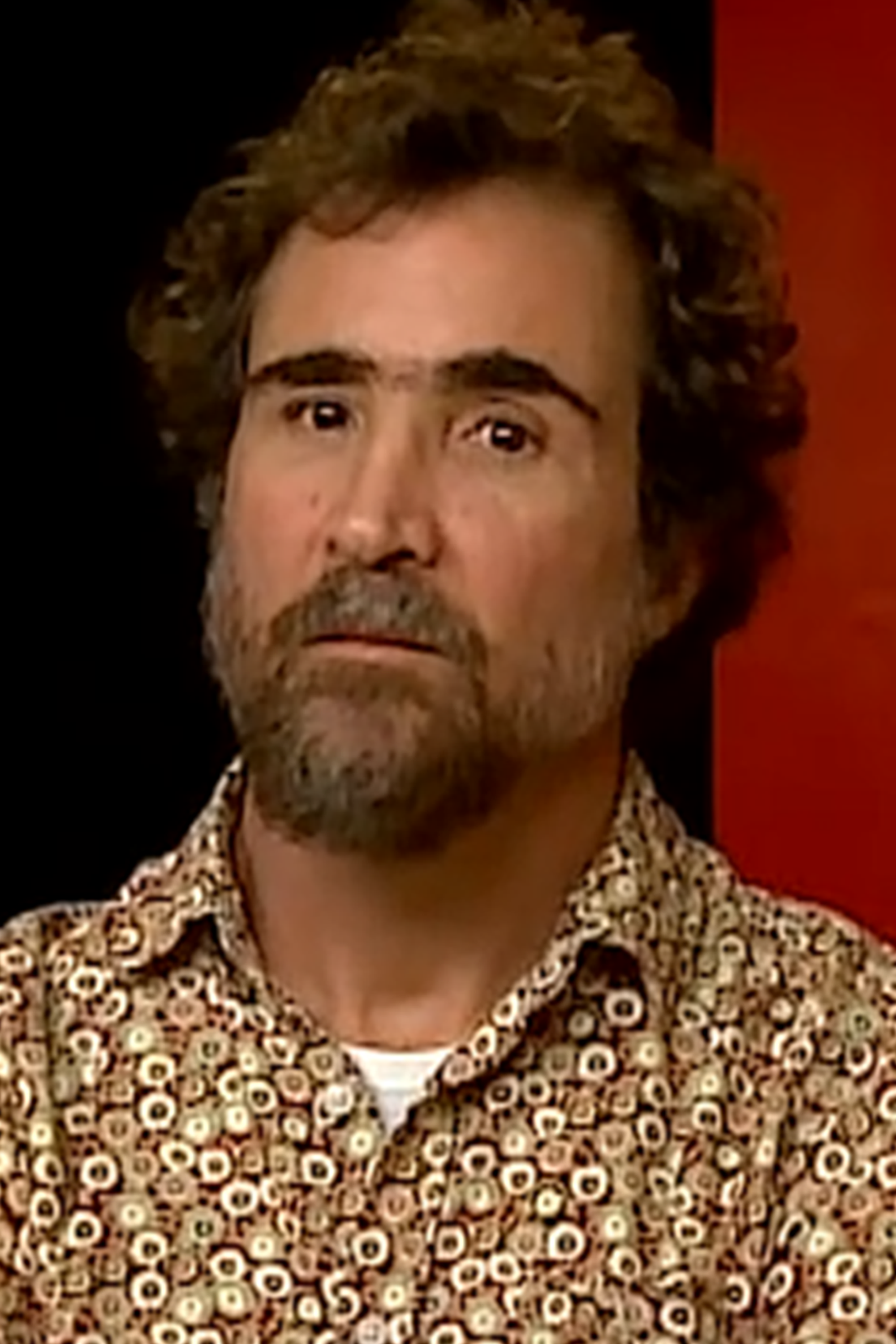
João Miguel também possui duas vitórias, por Cinema, Aspirinas e Urubus (2006) e Estômago (2009).

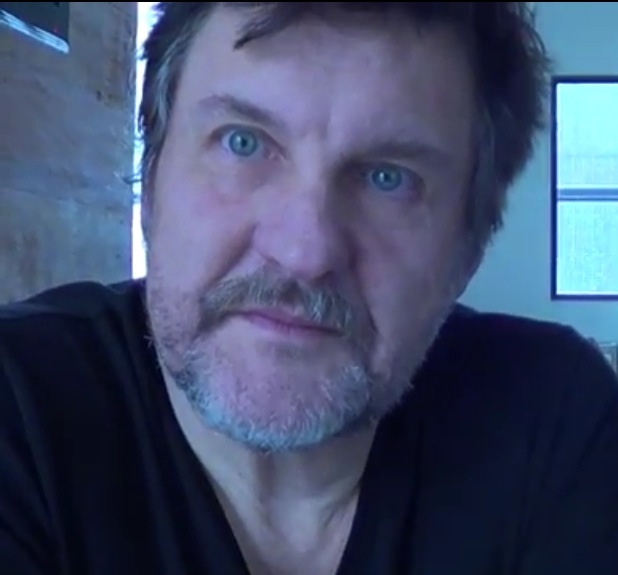
Antônio Calloni conquistou o prêmio por Anjos do Sol (2007).

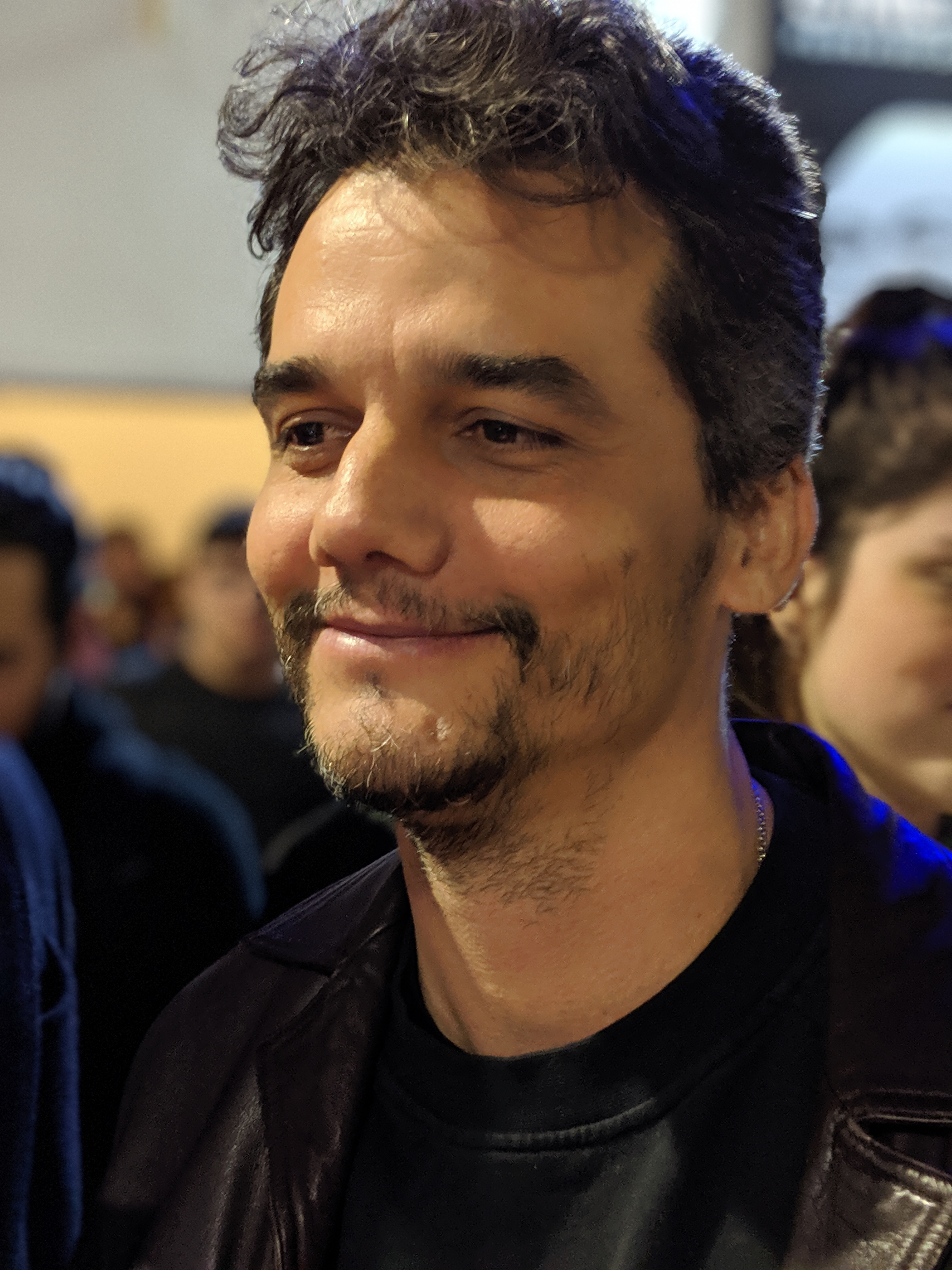
Wagner Moura detém o título de mais premiado com três vitórias de suas sete indicações.

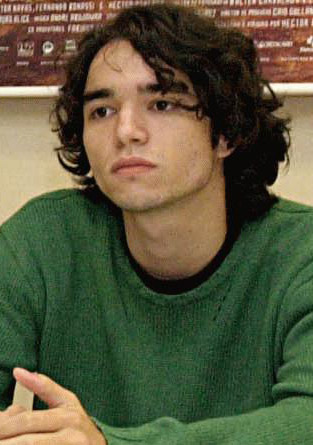
Caio Blat venceu a categoria pelo filme Bróder (2012).

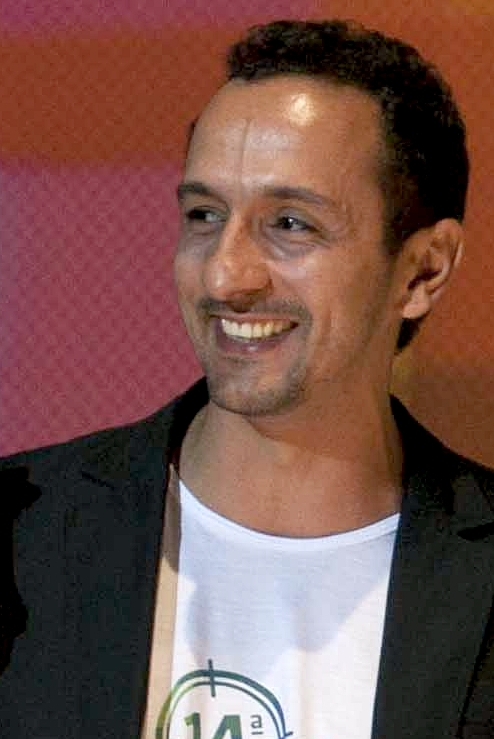
Irandhir Santos venceu três vezes pelo desempenho em Febre do Rato (2013), Tatuagem (2014) e Fim de Festa (2020).

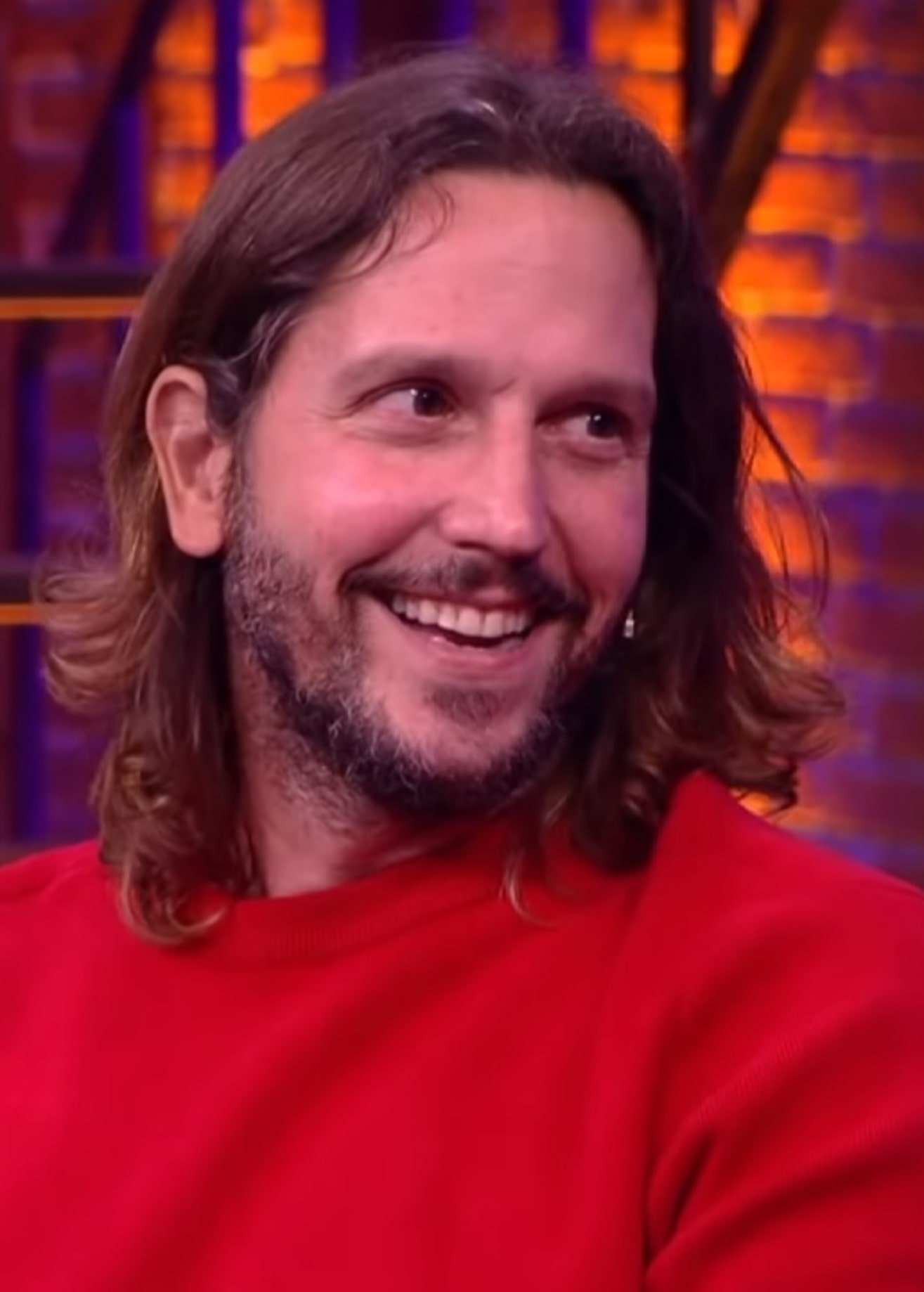
Vladimir Brichta ganhou por Bingo: O Rei das Manhãs (2018).

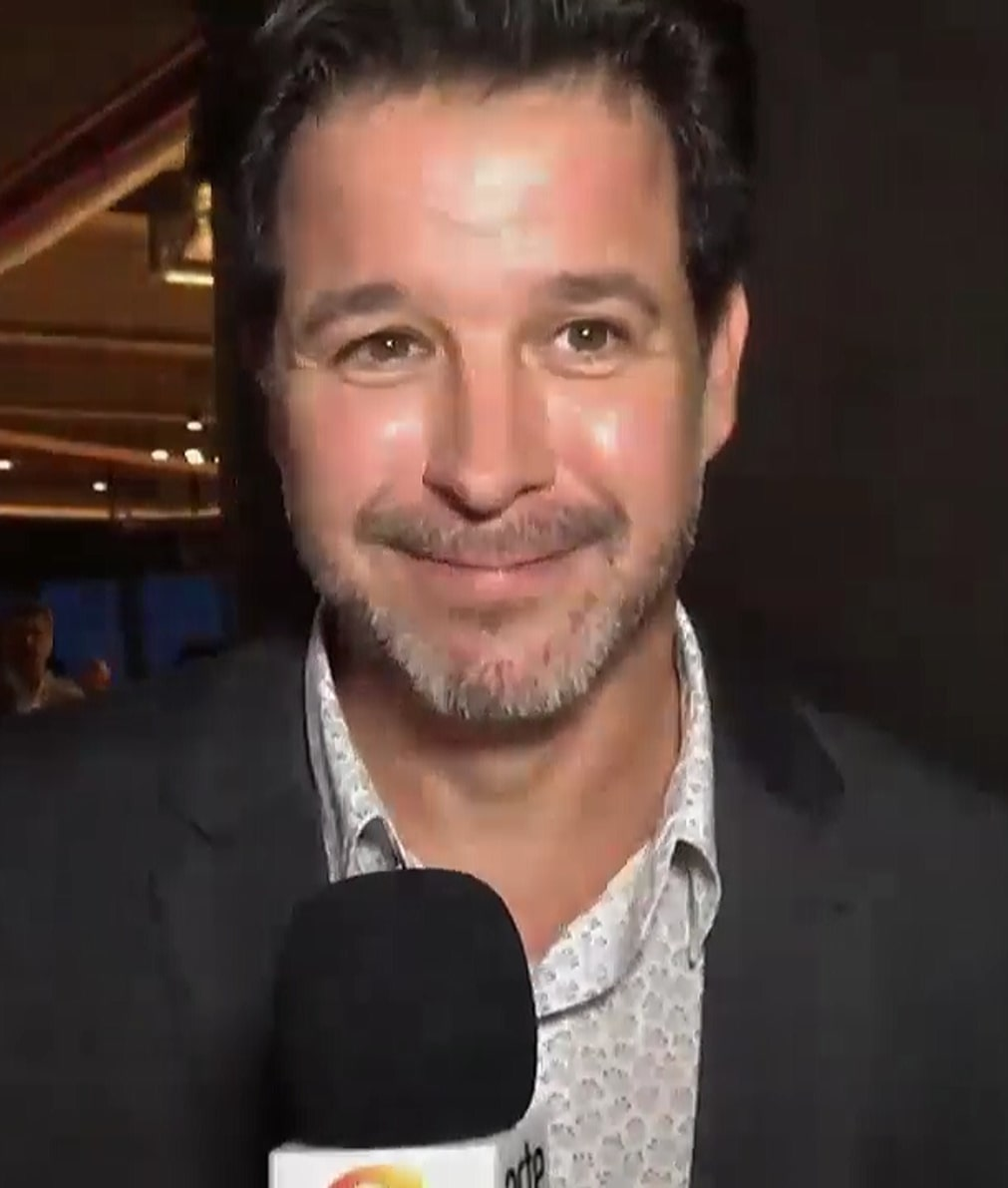
Murilo Benício se saiu vitorioso por sua atuação em O Animal Cordial (2019).

| Ano                     | Atriz                                           | Papel                                                  | Filme  | Ref. |
| ----------------------- | ----------------------------------------------- | ------------------------------------------------------ | ------ | ---- |
| 1996                    |                                                 |                                                        |        |      |
| Marco Nanini            | Dom João VI de Bragança                         | Carlota Joaquina - Princesa do Brazil                  | [ 1 ]  |      |
| Fernando Alves Pinto    | Paco                                            | Terra Estrangeira                                      | [ 1 ]  |      |
| Henry Czerny            | Michael Coleman                                 | Jenipapo                                               | [ 1 ]  |      |
| 1997                    |                                                 |                                                        | [ 1 ]  |      |
| Chico Diaz              | Cristino Gomes da Silva Cleto (Corisco)         | Corisco e Dadá                                         | [ 1 ]  |      |
| Antônio Fagundes        | Chico Silva                                     | Doces Poderes                                          | [ 1 ]  |      |
| Cassiano Carneiro       | Fernando Ramos da Silva (Pixote)                | Quem Matou Pixote?                                     | [ 1 ]  |      |
| 1998                    |                                                 |                                                        | [ 1 ]  |      |
| Paulo Betti             | Zé Lucena                                       | Guerra de Canudos                                      | [ 3 ]  |      |
| Chico Diaz              | Múcio                                           | Os Matadores                                           | [ 3 ]  |      |
| Cláudio Marzo           | Sílvio Proença                                  | O Homem Nu                                             | [ 3 ]  |      |
| Pedro Cardoso           | Paulo                                           | O Que É Isso, Companheiro?                             | [ 3 ]  |      |
| 1999                    |                                                 |                                                        | [ 3 ]  |      |
| José Dumont             | Lineu                                           | Kenoma                                                 | [ 4 ]  |      |
| Marco Nanini            | Alves                                           | Amor & Cia                                             | [ 4 ]  |      |
| Paulo José              | Policarpo Quaresma                              | Policarpo Quaresma, Herói do Brasil                    | [ 4 ]  |      |
| Paulo Vespúcio          | Vítor                                           | Um Céu de Estrelas                                     | [ 4 ]  |      |
| 2000                    |                                                 |                                                        |        |      |
| Luís Melo               | Sérgio                                          | Por Trás do Pano                                       | [ 5 ]  |      |
| Carlos Alberto Riccelli | Hermes                                          | Dois Córregos                                          | [ 5 ]  |      |
| Luiz Carlos Vasconcelos | João                                            | O Primeiro Dia                                         | [ 5 ]  |      |
| Paulo Betti             | Irineu Evangelista de Sousa                     | Mauá: O Imperador e o Rei                              | [ 5 ]  |      |
| Raul Gazolla            | Tito Balcárcel                                  | A Hora Mágica                                          | [ 5 ]  |      |
| 2001                    |                                                 |                                                        | [ 5 ]  |      |
| Stênio Garcia           | Zezinho                                         | Eu, Tu, Eles                                           | [ 11 ] |      |
| Antônio Fagundes        | Pedro Paulo                                     | Bossa Nova                                             | [ 11 ] |      |
| Lima Duarte             | Osias                                           | Eu, Tu, Eles                                           | [ 11 ] |      |
| Matheus Nachtergaele    | João Grilo                                      | O Auto da Compadecida                                  | [ 11 ] |      |
| Selton Mello            | Chicó                                           | O Auto da Compadecida                                  | [ 11 ] |      |
| 2002                    |                                                 |                                                        | [ 11 ] |      |
| Rodrigo Santoro         | Neto                                            | Bicho de Sete Cabeças                                  | [ 12 ] |      |
| Marco Nanini            | Alberto                                         | Copacabana                                             | [ 12 ] |      |
| Murilo Benício          | Carlos                                          | Amores Possíveis                                       | [ 12 ] |      |
| Tony Ramos              | Inspetor Guedes                                 | Bufo & Spallanzani                                     | [ 12 ] |      |
| Werner Schünemann       | General Netto                                   | Netto Perde Sua Alma                                   | [ 12 ] |      |
| 2003                    |                                                 |                                                        | [ 12 ] |      |
| Lázaro Ramos            | João Francisco dos Santos / Madame Satã         | Madame Satã                                            | [ 14 ] |      |
| Leandro Firmino         | Zé Pequeno                                      | Cidade de Deus                                         | [ 14 ] |      |
| Marco Ricca             | Ivan Soares                                     | O Invasor                                              | [ 14 ] |      |
| Rodrigo Santoro         | Tonho                                           | Abril Despedaçado                                      | [ 14 ] |      |
| Selton Mello            | André                                           | Lavoura Arcaica                                        | [ 14 ] |      |
| 2004                    |                                                 |                                                        | [ 14 ] |      |
| Lázaro Ramos            | André                                           | O Homem que Copiava                                    | [ 15 ] |      |
| Ary França              | Durval                                          | Durval Discos                                          | [ 15 ] |      |
| Matheus Nachtergaele    | Dunga                                           | Amarelo Manga                                          | [ 15 ] |      |
| Murilo Benício          | Máiquel                                         | O Homem do Ano                                         | [ 15 ] |      |
| Selton Mello            | Leléu Antônio da Anunciação                     | Lisbela e o Prisioneiro                                | [ 15 ] |      |
| 2005                    |                                                 |                                                        | [ 15 ] |      |
| Daniel de Oliveira      | Cazuza                                          | Cazuza: O Tempo Não Para                               | [ 16 ] |      |
| José Dumont             | Antônio Biá                                     | Narradores de Javé                                     | [ 16 ] |      |
| Paulo José              | Benjamin Zambraia                               | Benjamim                                               | [ 16 ] |      |
| Pedro Cardoso           | Célio Rocha                                     | Redentor                                               | [ 16 ] |      |
| Raul Cortez             | Dr. Camargo                                     | O Outro Lado da Rua                                    | [ 16 ] |      |
| 2006                    |                                                 |                                                        | [ 16 ] |      |
| João Miguel             | Ranulpho                                        | Cinema, Aspirinas e Urubus                             | [ 17 ] |      |
| Ângelo Antônio          | Francisco José de Camargo                       | 2 Filhos de Francisco                                  | [ 17 ] |      |
| Flávio Bauraqui         | Jorge "Jorginho"                                | Quase Dois Irmãos                                      | [ 17 ] |      |
| Lázaro Ramos            | Deco                                            | Cidade Baixa                                           | [ 17 ] |      |
| Wagner Moura            | Naldinho                                        | Cidade Baixa                                           | [ 17 ] |      |
| 2007                    |                                                 |                                                        | [ 17 ] |      |
| Antônio Calloni         | Saraiva                                         | Anjos do Sol                                           | [ 18 ] |      |
| Gustavo Falcão          | Antônio                                         | A Máquina                                              | [ 18 ] |      |
| Lázaro Ramos            | João de Camargo                                 | Cafundó                                                | [ 18 ] |      |
| Marco Nanini            | Tony Albuquerque / Cleide Albuquerque           | Irma Vap: O Retorno                                    | [ 18 ] |      |
| Matheus Nachtergaele    | Joaquim Silva "Quinzinho"                       | Tapete Vermelho                                        | [ 18 ] |      |
| 2008                    |                                                 |                                                        |        |      |
| Wagner Moura            | Roberto Nascimento                              | Tropa de Elite                                         | [ 19 ] |      |
| Júlio Andrade           | Ciro                                            | Cão Sem Dono                                           | [ 19 ] |      |
| Leonardo Medeiros       | Ênio                                            | Não Por Acaso                                          | [ 19 ] |      |
| Rodrigo Santoro         | Pedro                                           | Não Por Acaso                                          | [ 19 ] |      |
| Selton Mello            | Lourenço                                        | O Cheiro do Ralo                                       | [ 19 ] |      |
| 2009                    |                                                 |                                                        | [ 19 ] |      |
| João Miguel             | Raimundo Nonato                                 | Estômago                                               | [ 20 ] |      |
| Leonardo Medeiros       | Caio                                            | Feliz Natal                                            | [ 20 ] |      |
| Selton Mello            | João Guilherme Estrella                         | Meu Nome Não É Johnny                                  | [ 20 ] |      |
| Thiago Martins          | Dé                                              | Era Uma Vez...                                         | [ 20 ] |      |
| Wagner Moura            | Pedro                                           | Romance                                                | [ 20 ] |      |
| 2010                    |                                                 |                                                        | [ 20 ] |      |
| Daniel de Oliveira      | Santinho                                        | A Festa da Menina Morta                                | [ 21 ] |      |
| Cauã Reymond            | Léo                                             | Se Nada Mais Der Certo                                 | [ 21 ] |      |
| Júlio Andrade           | Alberto                                         | Hotel Atlântico                                        | [ 21 ] |      |
| Selton Mello            | Jean Charles de Menezes                         | Jean Charles                                           | [ 21 ] |      |
| Tony Ramos              | Segismundo                                      | Tempos de Paz                                          | [ 21 ] |      |
| 2011                    |                                                 |                                                        | [ 21 ] |      |
| Wagner Moura            | Roberto Nascimento                              | Tropa de Elite 2: O Inimigo Agora É Outro              | [ 22 ] |      |
| Caio Blat               | Zeca                                            | Histórias de Amor Duram Apenas 90 Minutos              | [ 22 ] |      |
| Daniel de Oliveira      | William da Silva Lima                           | 400 contra 1                                           | [ 22 ] |      |
| Marco Nanini            | Odorico Paraguaçu                               | O Bem-Amado                                            | [ 22 ] |      |
| Nelson Xavier           | Francisco Cândido Xavier "Chico Xavier"         | Chico Xavier                                           | [ 22 ] |      |
| 2012                    |                                                 |                                                        | [ 22 ] |      |
| Caio Blat               | Macú                                            | Bróder                                                 | [ 23 ] |      |
| Fernando Bezerra        | Expedito                                        | Transeunte                                             | [ 23 ] |      |
| Rodrigo Santoro         | Marcos                                          | Meu País                                               | [ 23 ] |      |
| Selton Mello            | Benjamin / Palhaço Pangaré                      | O Palhaço                                              | [ 23 ] |      |
| Wagner Moura            | Marcelo Nascimento da Rocha                     | VIPs                                                   | [ 23 ] |      |
| 2013                    |                                                 |                                                        | [ 23 ] |      |
| Irandhir Santos         | Zizo                                            | Febre do Rato                                          | [ 24 ] |      |
| Felipe Kannenberg       | Dante Becker                                    | Menos que Nada                                         | [ 24 ] |      |
| João Miguel             | João                                            | À Beira do Caminho                                     | [ 24 ] |      |
| Rodrigo Santoro         | Heleno de Freitas                               | Heleno                                                 | [ 24 ] |      |
| Gustavo Machado         | Cauby                                           | Eu Receberia as Piores Notícias dos seus Lindos Lábios | [ 24 ] |      |
| 2014                    |                                                 |                                                        | [ 24 ] |      |
| Irandhir Santos         | Clécio Wanderley                                | Tatuagem                                               | [ 25 ] |      |
| Edmilson Filho          | Francisgleydisson "Francis" Peixoto da Silveira | Cine Holliúdy                                          | [ 25 ] |      |
| Fabrício Boliveira      | João de Santo Cristo                            | Faroeste Caboclo                                       | [ 25 ] |      |
| Thiago Mendonça         | Renato Russo                                    | Somos Tão Jovens                                       | [ 25 ] |      |
| Wagner Moura            | Théo Gadelha                                    | A Busca                                                | [ 25 ] |      |
| 2015                    |                                                 |                                                        | [ 25 ] |      |
| Wagner Moura            | Donato                                          | Praia do Futuro                                        | [ 26 ] |      |
| Marat Descartes         | Júnior                                          | Quando Eu Era Vivo                                     | [ 26 ] |      |
| Matheus Nachtergaele    | Joãosinho Trinta                                | Trinta                                                 | [ 26 ] |      |
| Milhem Cortaz           | Bernardo                                        | O Lobo Atrás da Porta                                  | [ 26 ] |      |
| Tony Ramos              | Getúlio Vargas                                  | Getúlio                                                | [ 26 ] |      |
| 2016                    |                                                 |                                                        | [ 26 ] |      |
| Marco Ricca             | Assis Chateaubriand                             | Chatô, o Rei do Brasil                                 | [ 27 ] |      |
| Daniel de Oliveira      | Zolah                                           | Sangue Azul                                            | [ 27 ] |      |
| Fábio Porchat           | Bruno                                           | Entre Abelhas                                          | [ 27 ] |      |
| Irandhir Santos         | João                                            | Obra                                                   | [ 27 ] |      |
| João Miguel             | Augusto Matraga                                 | A Hora e a Vez de Augusto Matraga                      | [ 27 ] |      |
| 2017                    |                                                 |                                                        | [ 27 ] |      |
| Juliano Cazarré         | Iremar                                          | Boi Neon                                               | [ 28 ] |      |
| Fernando Alves Pinto    | Fernando                                        | Para Minha Amada Morta                                 | [ 28 ] |      |
| Leonardo Sbaraglia      | Mário                                           | O Silêncio do Céu                                      | [ 28 ] |      |
| Nelson Xavier           | Almirante                                       | A Despedida                                            | [ 28 ] |      |
| Paulo Tiefenthaler      | Sérgio Peralta                                  | O Roubo da Taça                                        | [ 28 ] |      |
| 2018                    |                                                 |                                                        | [ 28 ] |      |
| Vladimir Brichta        | Augusto Mendes (Bingo)                          | Bingo: O Rei da Manhãs                                 | [ 29 ] |      |
| Irandhir Santos         | Luzimar                                         | Redemoinho                                             | [ 29 ] |      |
| João Pedro Zappa        | Gabriel Buchmann                                | Gabriel e a Montanha                                   | [ 29 ] |      |
| Júlio Machado           | Joaquim José da Silva Xavier "Tiradentes"       | Joaquim                                                | [ 29 ] |      |
| Nelson Xavier           | Amador                                          | Comeback: Um Matador Nunca se Aposenta                 | [ 29 ] |      |
| 2019                    |                                                 |                                                        | [ 29 ] |      |
| Murilo Benício          | Inácio                                          | O Animal Cordial                                       | [ 30 ] |      |
| Aristides de Sousa      | Cristiano                                       | Arábia                                                 | [ 30 ] |      |
| Daniel de Oliveira      | Rubens                                          | Aos Teus Olhos                                         | [ 30 ] |      |
| Lázaro Ramos            | Arandir                                         | O Beijo no Asfalto                                     | [ 30 ] |      |
| Marco Ricca             | Manguari                                        | Rasga Coração                                          | [ 30 ] |      |
| 2020                    |                                                 |                                                        | [ 30 ] |      |
| Marco Nanini            | Pedro                                           | Greta                                                  | [ 33 ] |      |
| Fabrício Boliveira      | Wilson Simonal                                  | Simonal                                                | [ 33 ] |      |
| Daniel de Oliveira      | Stênio                                          | Morto Não Fala                                         | [ 33 ] |      |
| Júlio Machado           | Jorge                                           | A Sombra do Pai                                        | [ 33 ] |      |
| Yuri Yamamoto           | Deusimar                                        | Inferninho                                             | [ 33 ] |      |
| 2021                    |                                                 |                                                        |        |      |
| Irandhir Santos         | Breno Wanderley                                 | Fim de Festa                                           | [ 34 ] |      |
| Jorge Bolani            | Ernesto                                         | Aos Olhos de Ernesto                                   | [ 34 ] |      |
| Fabrício Boliveira      | Paulo                                           | Breve Miragem de Sol                                   | [ 34 ] |      |
| Rômulo Braga            | Letra A                                         | O Barco                                                | [ 34 ] |      |
| Vertin Moura            | Antão Gavião                                    | Sertânia                                               | [ 34 ] |      |
| 2022                    |                                                 |                                                        |        |      |
| Seu Jorge               | Carlos Marighella                               | Marighella                                             | [ 35 ] |      |
| Antonio Saboia          | Daniel Moreira                                  | Deserto Particular                                     | [ 35 ] |      |
| Chico Díaz              | Pedro                                           | Homem Onça                                             | [ 35 ] |      |
| Christian Malheiros     | Mateus                                          | 7 Prisioneiros                                         | [ 35 ] |      |
| Irandhir Santos         | Omar Sharif                                     | Piedade                                                | [ 35 ] |      |

## Múltiplas vitórias e indicações
| Vitórias | Atores             |
| -------- | ------------------ |
| 3        | Irandhir Santos    |
| 3        | Wagner Moura       |
| 2        | Daniel de Oliveira |
| 2        | João Miguel        |
| 2        | Lázaro Ramos       |
| 2        | Marco Nanini       |

| Indicações | Atrizes              |
| ---------- | -------------------- |
| 7          | Selton Mello         |
| 7          | Wagner Moura         |
| 6          | Daniel de Oliveira   |
| 6          | Irandhir Santos      |
| 6          | Marco Nanini         |
| 5          | Lázaro Ramos         |
| 5          | Rodrigo Santoro      |
| 4          | João Miguel          |
| 4          | Matheus Nachtergaele |
| 3          | Chico Díaz           |
| 3          | Fabrício Boliveira   |
| 3          | Marco Ricca          |
| 3          | Murilo Benício       |
| 3          | Nelson Xavier        |